# Goran Pandev
Goran Pandev (makedonsko Горан Пандев), makedonski nogometaš, * 27. julij 1983, Strumica, Jugoslavija.
Pandev je nekdanji nogometaš, ki je kot napadalec večji del kariere igral v Serie A, od tega šest sezon za Lazio in pet za Genoo. Za makedonsko reprezentanco je odigral 122 tekem in dosegel 38 golov, nastopil je na Evropskem prvenstvu 2020.